# تظاهر به مرگ

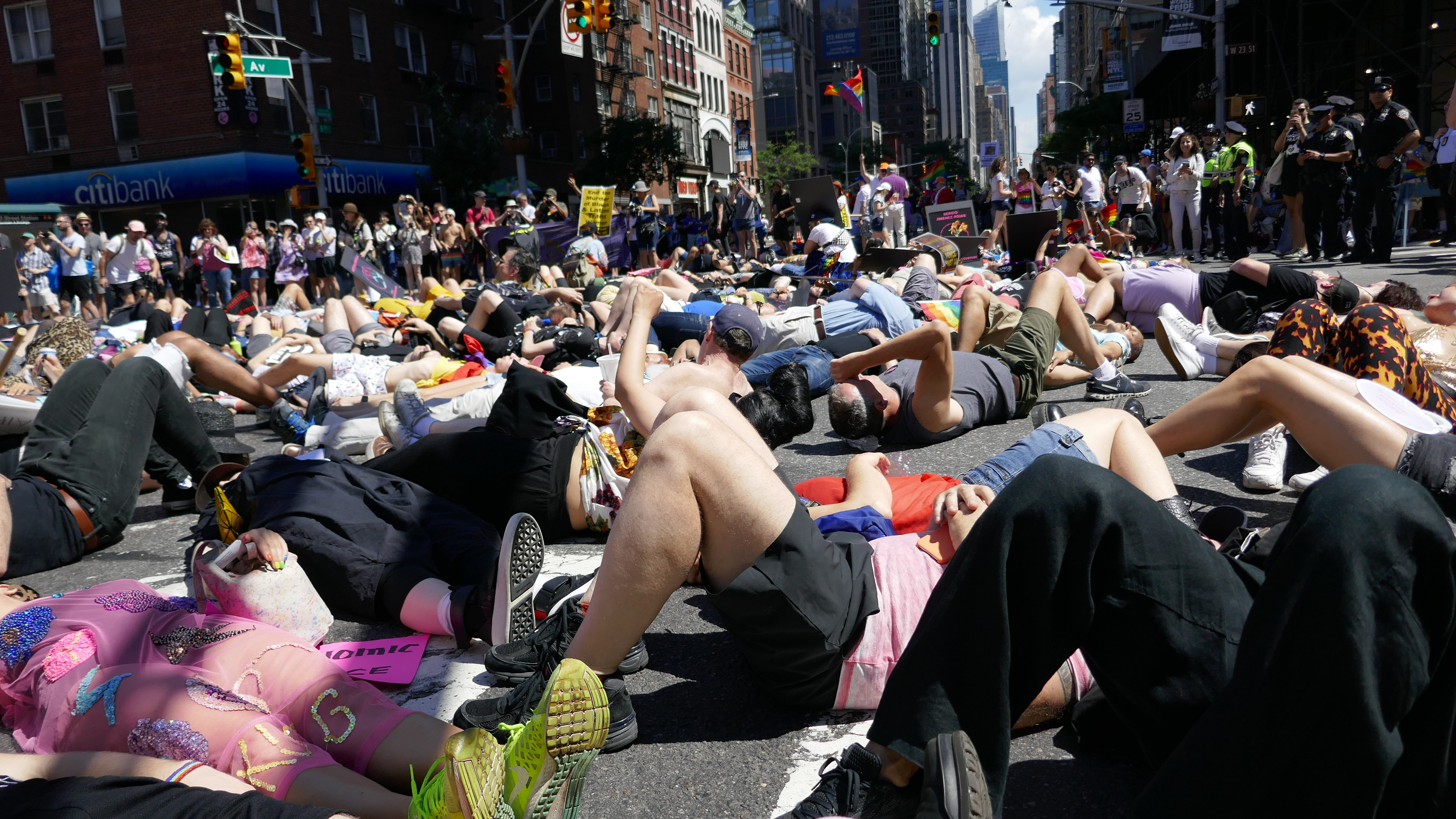
تظاهر به مرگ در راهپیمایی کوئیر لیبراسیون ، منهتن ۲۰۱۹

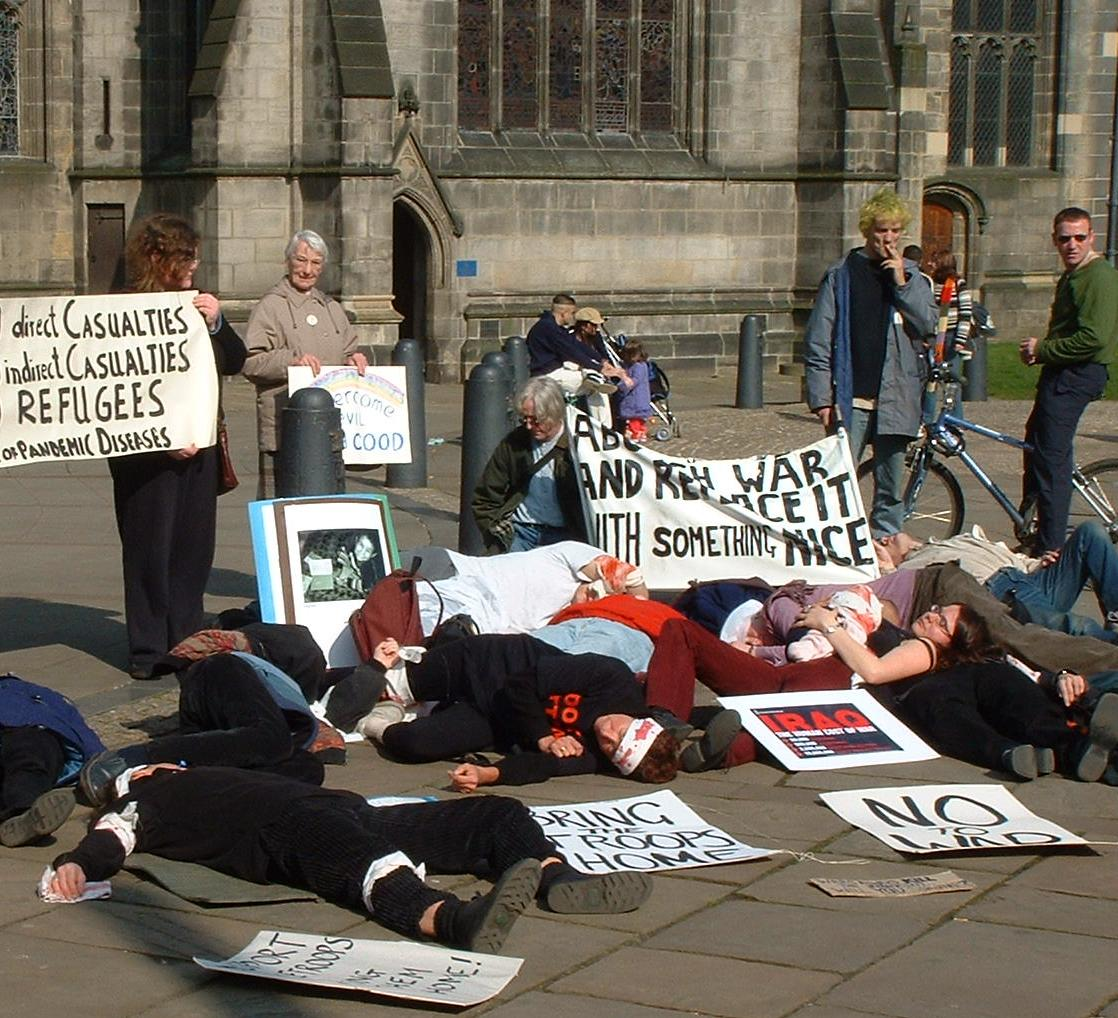
تظاهر به مرگ در اعتراض به تهاجم سال 2003 به عراق در شفیلد، انگلستان، بریتانیا.

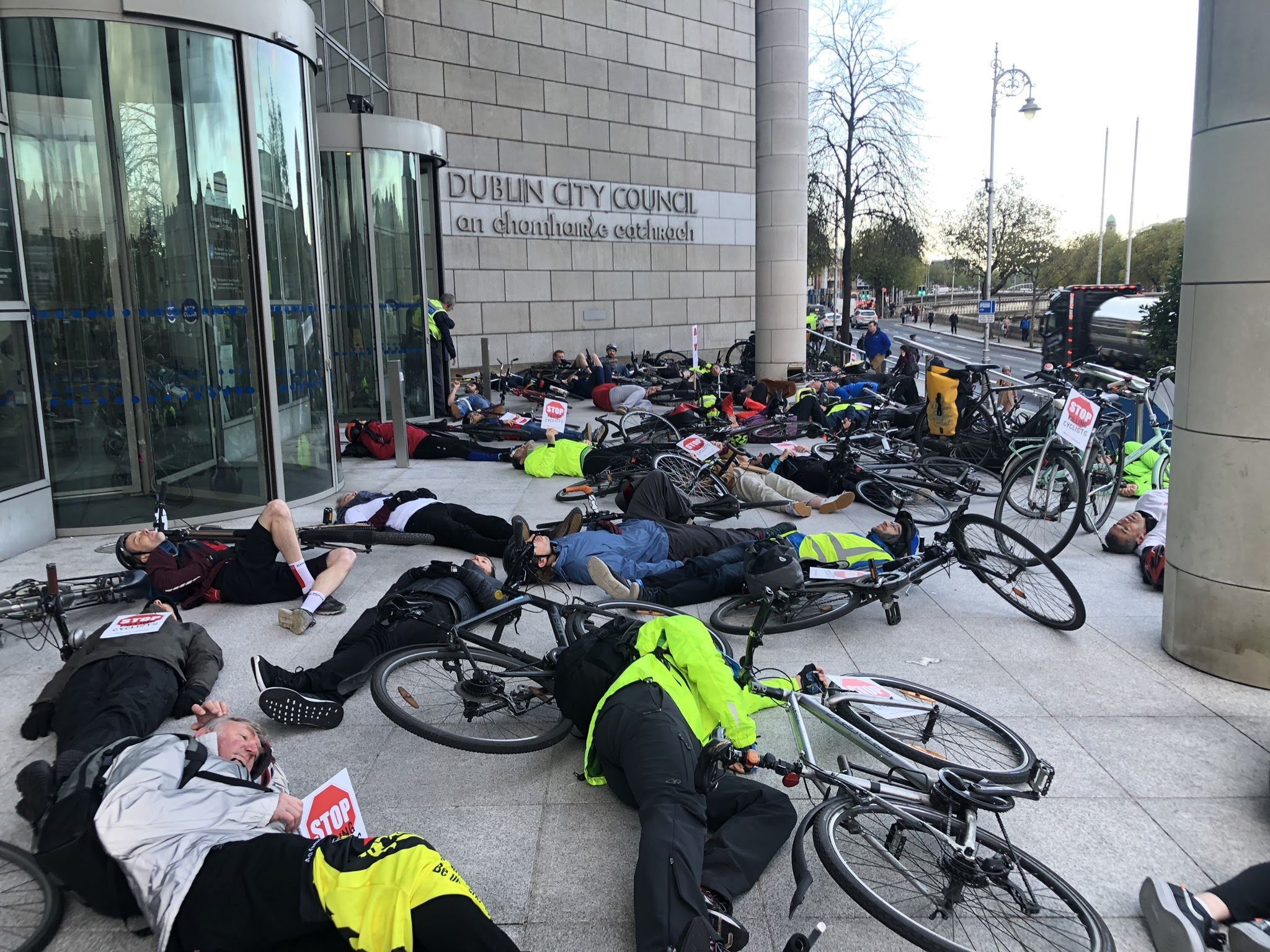
تظاهر به مرگ توسط I BIKE Dublin در شورای شهر دوبلین،2019،دوبلین

تظاهر به مرگ (به انگلیسی : die-in) روشی اعتراضی است که در آن ، شرکت کنندگان تظاهر به مرگ می‌کنند. تظاهر به مرگ اقدامی است که توسط گروه‌های معترض مختلف در مورد موضوعاتی مانند حقوق حیوانات ،  ضد جنگ، علیه خشونت ترافیکی،  حقوق بشر،  ایدز ،  کنترل اسلحه , نژادپرستی ،  سقط جنین و مسائل زیست محیطی استفاده شده است.   معمولاً معترضان منطقه ای برای مدت کوتاهی به جای اجبار پلیس برای ترک آن نقطه اشغال می‌کنند.
در ساده ترین شکل،معترضان فقط بر روی زمین دراز می‌کشند و تظاهر می‌کنند که مرده اند؛گاهی معنرضان خود را با بنر ها یا علائم اعتراضی می‌پوشانند. هدف از تظاهر به مرگ ، بر هم زدن جریان عابرین پیاده و رهگذران در خیابان یا پیاده رو برای جلب توجه آنان است.
در شکل های پیچیده تر ، گاهی از خون مصنوعی یا بانداژ های آغشته به خون استفاده می‌شود تا درد و انزجار معترضان را نشان دهد و مرگ طبیعی تر جلوه کند. در موارد دیگر، معترضان "جسدها" را با خطوط گچی که یادآور خطوط اطراف قربانیان قتل است، احاطه کرده اند. این اقدام به عنوان تلاشی برای نشان دادن اینکه سازمان مورد اعتراض مردم را به «قتل» رسانده است انجام شده.  گاهی اوقات، بخشی از گروه معترض در حالی که بقیه گروه روی زمین دراز می‌کشند، درباره آنچه مورد اعتراض است، سخنرانی می‌کنند.